# Happy Town (seriál)
Happy Town je americký mysteriózní televizní seriál, který byl vysílán v roce 2010 na stanici ABC. Za pořadem stojí autorská trojice Josh Appelbaum, André Nemec a Scott Rosenberg. Osmidílný seriál zobrazuje život lidí v malém minnesotském městě Haplin, zvaném Happy Town, jež je stále ovlivněno sérií záhadných zmizení několika lidí, ke kterým došlo v předchozích letech. Místní šerif Tommy Conroy (Geoff Stults) nyní musí vyšetřit nové zločiny, jež se ve městě odehrály a které ukazují na souvislosti s událostmi z let minulých.

## Příběh
Haplin, místními přezdívané Happy Town (tj. Šťastné město), je malé město na americkém Středozápadě v Minnesotě, obklopené lesy a nedotčenou přírodou. Samotné městečko je vedeno rodinou Haplinových, která vlastní místní velkou pekárnu Our Daily, jež zaměstnává řadu obyvatel. Nejstarší z rodiny, Peggy, je také místní starostkou. Před 12 lety se z města začali záhadně ztrácet lidé, každý rok jeden, což trvalo sedm let. Jednou ze ztracených byla i vnučka starostky. Místní obyvatelé to připisovali mysteriózní postavě, kterou pojmenovali Magic Man, neboť po každé takové události se u dveří rodiny zmizelého objevila suchá kytice. Tato zmizení skončila před pěti lety, místní úřad šerifa však nedokázal najít jedinou stopu a od té doby panuje v Haplinu klid. Nyní se ale vše mění, neboť byl v rybářské chatce na jezeře zavražděn jeden z místních. Případ musí vyšetřit Tommy Conroy, který funkci šerifa dočasně převezme po otci, který se nervově zhroutil. Do městečka, kde každá rodina má nějaké tajemství, rovněž nedávno dorazil anglický sběratel filmových artefaktů Merritt Grieves a také mladá dívka Henley Boone, jejíž matka zde kdysi pobývala a která si zde chce otevřít obchod se svíčkami.

## Obsazení
- Geoff Stults jako Tommy „T. C.“ Conroy, dočasně úřadující haplinský šerif, jinak zástupce šerifa a jeho syn
- Lauren German jako Henley Boone, mladá dívka, která přijela do Haplinu
- Amy Acker jako Rachel Conroy, manželka Tommyho, pracující v pekárně
- Robert Wisdom jako Roger Hobbs, detektiv a šéfinspektor haplinského úřadu šerifa
- Sarah Gadon jako Georgia Bravin, přítelkyně Andrewa Haplina, hlídá dceru Conroyových
- Jay Paulson jako Eli „Root Beer“ Rogers, strážník haplinského úřadu šerifa
- Ben Schnetzer jako Andrew Haplin, syn Johna Haplina
- Steven Weber jako John Haplin, ředitel pekárny Our Daily a syn starostky
- Sam Neill jako Merritt Grieves, anglický sběratel filmových artefaktů, který do Haplinu nedávno dorazil

## Produkce

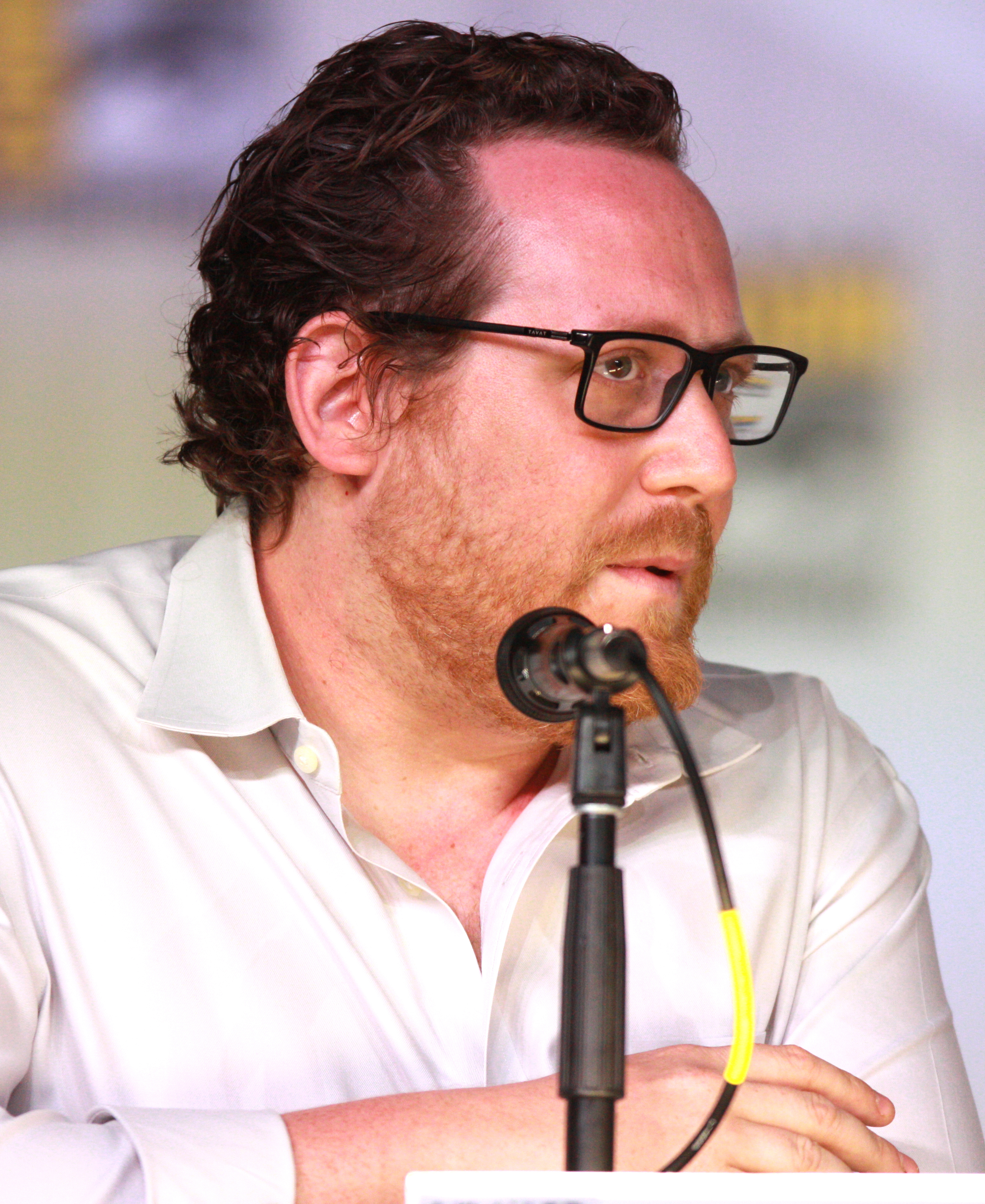
Producent a scenárista Josh Appelbaum, spoluautor seriálu Happy Town

Autorská trojice Josh Appelbaum, André Nemec a Scott Rosenberg, která spolu pracovala již na seriálech October Road a Polda z Marsu a která měla uzavřenou obecnou smlouvu s ABC Studios, předložila v lednu 2009 stanici ABC scénář pojmenovaný Happy Town o záhadách malého minnesotského města a jeho obyvatel. Autoři jej označili za kombinaci Prokletí Salemu s trochou Městečka Twin Peaks. Stanice ještě tentýž měsíc schválila výrobu dvouhodinového pilotního dílu, pro jehož režii byl o několik týdnů později najat Gary Fleder. V polovině února začalo obsazování rolí. Jako první byla obsazena Lauren German, roli nového šerifa Tommyho Conroye záhy získal Geoff Stults, který s trojicí Appelbaum, Nemec a Rosenberg, nově showrunnery Happy Townu, pracoval již na seriálu October Road. Do konce měsíce byli oznámeni ještě Dean Winters a Amy Acker a během března se k nim přidali také John Patrick Amedori, Robert Wisdom, Jay Paulson, Sam Neill a později také Sarah Gadon. Dvojdílný pilot byl natáčen v průběhu března 2009 v torontských Pinewood Studios. Pro exteriéry využil štáb okolí Toronta, především obec Port Hope, která představovala fiktivní Haplin. Využity byl i další ontarijské lokace, jako St. Catharines, Uxbridge a Penetanguishene.
V polovině května 2009 si stanice ABC vybrala Happy Town do svého vysílání v následující televizní sezóně, konkrétně do druhé, jarní poloviny sezóny. Objednáno bylo dalších šest epizod, začátek vysílání seriálu byl předpokládán na březen 2010. V červenci 2009 byla oznámena změna v obsazení: roli Johna Haplina (původně Dean Winters) nově získal Steven Weber a v roli jeho syna Andrewa (původně John Patrick Amedori) se měl nově představit Ben Schnetzer. Natáčení bylo zahájeno během léta toho roku, štáb se na začátku srpna rovněž vrátil do Port Hope. Kromě nových dílů byly, i kvůli novým hercům, přetáčeny také některé scény z pilotu. Produkce pokračovala i na podzim, např. v Port Hope se filmaři zdrželi na přelomu září a října a poté ve druhé polovině října.

## Vysílání
Datum premiéry úvodního dílu, 28. dubna, oznámila televize ABC na začátku února 2010. Počátkem dubna propagovali autoři a herci seriál na sanfranciském WonderConu, kde návštěvníkům rovněž promítli první epizodu.
Stanice ABC nasadila Happy Town na středeční večery od 22 hodin, do časového slotu, který se uvolnil po odvysílání závěrečného dílu seriálu Ošklivka Betty dne 14. dubna 2010. Přímého předskokana, stejně jako Ošklivce Betty, měl dělat seriál Město žen. Původní dvouhodinový pilot Happy Townu byl rozdělen na dva standardní díly, z nichž první se na obrazovkách premiérově objevil 28. dubna 2010. Jeho sledovanost však nedosáhla takových hodnot, jaké stanice čekala. První epizodu Happy Townu zhlédlo 5,23 milionu diváků, což bylo méně, než finále Ošklivky Betty, které dosáhlo 5,34 milionu diváků. Novinka musela v daném slotu soutěžit se zavedenými krimiseriály Zákon a pořádek: Útvar pro zvláštní oběti a Kriminálka New York. Sledovanost dalších dvou dílů, vysílaných v týdenní periodě ve stejném čase, klesla na hranici 3 milionů diváků. Těsně před uvedením třetí epizody dne 12. května oznámila stanice dočasné stažení Happy Townu z vysílání, s tím, že čtvrtý díl, původně plánovaný na 19. května, bude tento den nahrazen pořadem Primetime: What Would You Do?. Závěrem května oznámila ABC své vysílací schéma pro podzim 2010, kde Happy Town již nefiguroval, což naznačilo, že s ním stanice již dále nepočítá a tedy zrušení seriálu.
Do programu se Happy Town vrátil ve středu 2. června ve svém původním čase, o 22. hodině. Stanice ABC chystala uvést všech pět zbylých dílů během června, takže poslední měl být odvysílán 30. června, což se později změnilo na 7. července. Divácký zájem o seriál však byl nižší a sledovanost každou epizodou klesala – šestý díl zhlédly 16. června asi 2 miliony diváků. Krátce poté stanice oznámila, že jej opětovně stahuje z programu a nahrazuje reprízami seriálu Castle na zabití. Poslední dva díly Happy Townu měly být odvysílány v průběhu léta o sobotních večerech. I tento plán byl změněn a závěrečné dva díly seriálu tak byly 1. července 2010 vydány online na webové stránce stanice ABC.
V Česku nebyl seriál Happy Town vysílán.

### Seznam dílů
| Č. v seriálu | Původní název                          | Režie          | Scénář                                                      | Premiéra v USA   |
| ------------ | -------------------------------------- | -------------- | ----------------------------------------------------------- | ---------------- |
| 1            | In This Home on Ice                    | Gary Fleder    | Josh Appelbaum, André Nemec a Scott Rosenberg               | 28. dubna 2010   |
| 2            | I Came to Haplin for the Waters        | Gary Fleder    | Josh Appelbaum, André Nemec a Scott Rosenberg               | 5. května 2010   |
| 3            | Polly Wants a Crack at Hers            | Mick Garris    | Davey Holmes                                                | 12. května 2010  |
| 4            | Slight of Hand                         | Darnell Martin | Meredith Averill                                            | 2. června 2010   |
| 5            | This Is Why We Stay                    | John Polson    | Courtney Kemp Agboh                                         | 9. června 2010   |
| 6            | Questions and Antlers                  | Ron Underwood  | námět: Byron Balasco scénář: Phil M. Rosenberg a Mike Flynn | 16. června 2010  |
| 7            | Dallas Alice Doesn't Live Here Anymore | Bobby Roth     | Bryan Oh                                                    | 1. července 2010 |
| 8            | Blame It on Rio Bravo                  | Darnell Martin | Scott Rosenberg                                             | 1. července 2010 |

## Přijetí
Server Rotten Tomatoes shromáždil 25 recenzí seriálu, z nichž 11 (tedy 44 %) bylo kladných. Průměrné hodnocení dosáhlo hodnoty 6,35 bodu z 10. Server Metacritic udělil, na základě výsledku 27 recenzí, seriálu Happy Town hodnocení 52 bodů ze 100.
Podle kritiků byla nedostatkem seriálu neúspěšná snaha autorů vytvořit mnohotematické dílo, podobné práci J. J. Abramse, které mělo zároveň být temnou hororovou show, příběhem o malém městě a dramatickou výpovědí o snaze udržet pohromadě rodinu; to vše doplněné množstvím záhad. Samotný výsledek však podle verdiktu Rotten Tomatoes působí nekonzistentně, neboť příběh nemá řádnou vedoucí linku. Kritizováno rovněž bylo „vychrlení“ množství tajemství ve velmi krátkém čase hned na začátku, zatímco úspěch Městečka Twin Peaks, na které autoři seriálu částečně odkazují, spočíval v opatrném a postupném odkrývání záhadných náznaků. Happy Town se nevyhne srovnání ani s mysteriózním a vyvražďovacím seriálem Ostrov smrti, který však má výhodu silné příběhové linie. Další konkrétní slabinou v Happy Townu byla nevýrazná povaha hlavní postavy, zastupujícího šerifa Tommyho Conroye. Naopak vlastní obsazení seriálu bylo pochváleno, ať už šlo o Amy Acker, Stevena Webera, Frances Conroy (starostka Peggy Haplin) či Abrahama Benrubiho („Big Dave“ Duncan).